# Pueblo Nuevo (Panamá)
Pueblo Nuevo es un corregimiento del distrito de Panamá, ubicado en el área urbana de la ciudad de Panamá. Limita con los vecinos corregimientos de Bella Vista, San Francisco, Parque Lefevre, Río Abajo, Bethania y con el distrito de San Miguelito.

## Historia
El actual corregimiento surge a partir de la comunidad de Pueblo Nuevo de La Sabana, formada en su mayoría por familias que llegaron aquí desde diversas áreas del interior del país. Fue establecido mediante el Acuerdo Municipal N.º 34 del 9 de septiembre de 1895, lo que lo convierte en uno de los corregimientos más antiguos de la ciudad.

## Actualidad
En los últimos 10 años, Pueblo Nuevo ha pasado por una transfomación de su zona urbana. Grandes obras como la línea 1 del metro, tuieron un impacto transformador con la construcción de tres estaciones dentro de sus límites: las estaciones Fernandez de Córdoba, 12 de octubre y Pueblo Nuevo. Una cantidad colosas de nuevos edificios de apartamentos para sectores clase media alta y alta se han levantado, provocando una revalorización catastral. 
Todavía existen en este corregimiento algunas zonas con problemas sociales, como la escasez de viviendas y el desempleo. Sin embargo, en los últimos años, se ha visto un crecimiento económico marcado por la construcción de proyectos residenciales e instalaciones de servicios, principalmente en los sectores de Vista Hermosa y Hato Pintado. Este último sector fue pensado, desde un inicio, como una zona residencial de alta densidad.

## Personas destacadas
Personas destacadas de Pueblo Nuevo son o han sido el líder comunitario José Luis Fussá Remice, el escritor José Luis Rodríguez Pittí, el filólogo y músico Pedro Altamiranda, los músicos Danilo Pérez y Osvaldo Ayala.